# Danuta Buttlerowa

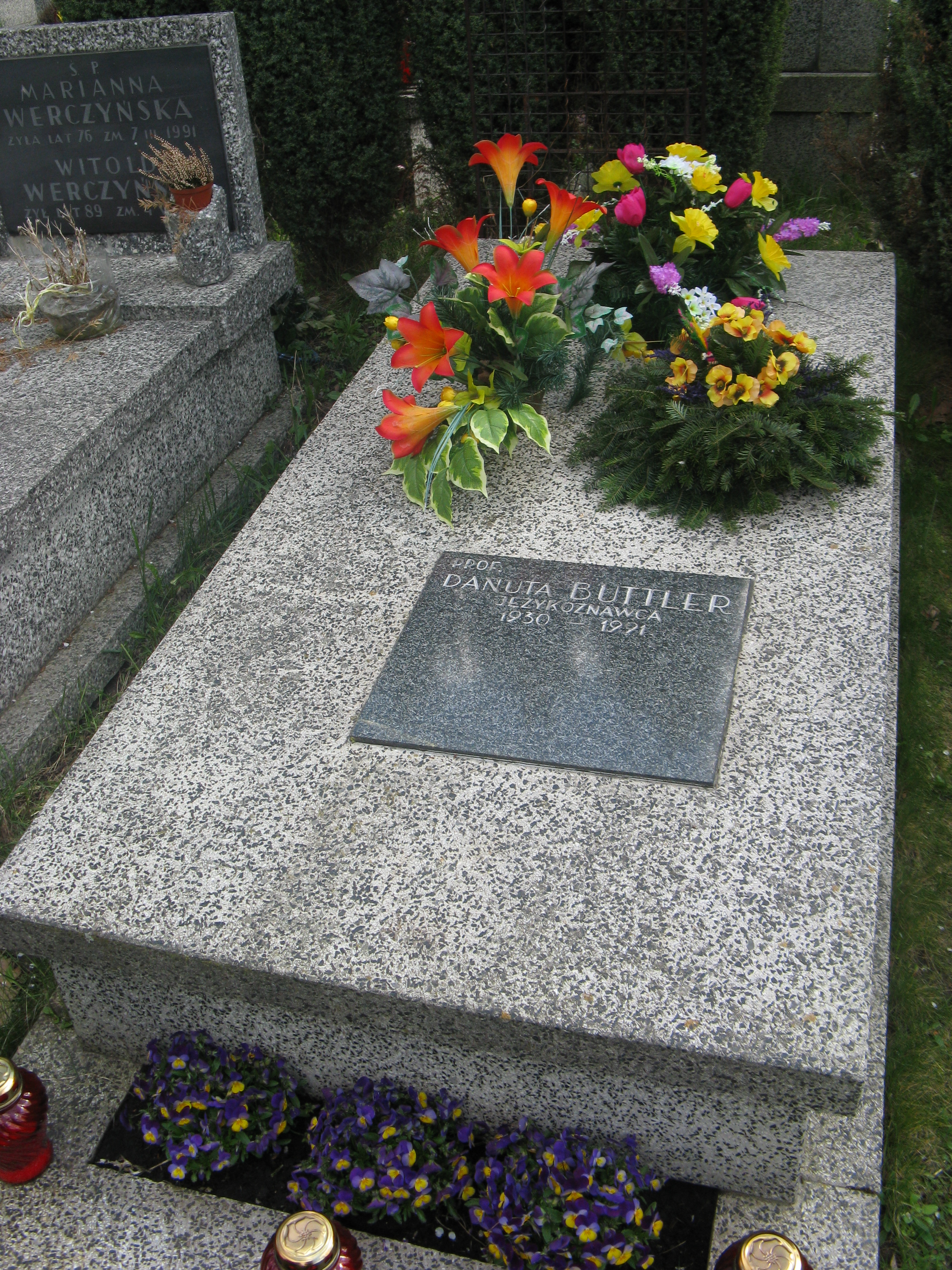
Grób Danuty Buttler na Cmentarzu Komunalnym Północnym (2014)

Danuta Antonina Buttler (Danuta Buttlerowa; ur. 18 września 1930 w Radomiu, zm. 2 marca 1991 w Warszawie) – językoznawczyni, polonistka i dydaktyczka Profesorka Uniwersytetu Warszawskiego, związana z Wydziałem Dziennikarstwa i Wydziałem Filologii Polskiej, członkini Komitetu Językoznawstwa PAN, członkini komisji Międzynarodowego Komitetu Slawistów, organizatorka i pierwsza kierowniczka polonistyki białostockiej (1969–1971), czyli późniejszego Instytutu Filologii Polskiej (1980) białostockiej filii UW (od 1993 r. będącej już Uniwersytetem w Białymstoku). Autorka prac z zakresu leksykologii, fonologii, kultury języka polskiego a szczególnie książek dotyczących współczesnej polszczyzny, w tym analiz mogących być dzisiaj uznane za pierwsze opisy kognitywne czy semantyczno-składniowe (Innowacje składniowe we współczesnej polszczyźnie). Autorka ponad 250 prac naukowych.

## Życiorys
Uzyskała magisterium na Uniwersytecie Warszawskim, tu też się doktoryzowała pod kierunkiem Witolda Doroszewskiego, na podstawie pracy Polski dowcip językowy (1964 r.), tu uzyskała stopień doktora habilitowanego (1969 r., za rozprawę Innowacje składniowe we współczesnej polszczyźnie). Była członkiem komisji Międzynarodowego Komitetu Slawistów, uczestniczyła jako członek w pracach Komitetu Językoznawstwa PAN, brała udział w pracach licznych komisji uniwersyteckich i ministerialnych.
Na Uniwersytecie Warszawskim pracowała przez 35 lat: 
Była asystentem w Zakładzie Stylistyki i Kultury Języka Wydziału Dziennikarstwa (1953–1958), asystentem i adiunktem w Katedrze Języka Polskiego (do r. 1969), docentem, profesorem nadzwyczajnym (od 1979 r.) i zwyczajnym (od 1986 r.) w Instytucie Języka Polskiego. Kierowała Zakładem Leksykologii i Kultury Języka IJP UW, była prodziekanem (1976–1978), a następnie dziekanem (1979–1981) Wydziału Polonistyki UW. 
Przez ostatnich 5 lat życia redagowała „Poradnik Językowy”, a wcześniej przez kilkanaście lat współredagowała „Przegląd Humanistyczny”. Za działalność naukową i dydaktyczną została wyróżniona wieloma nagrodami Rektora UW, trzykrotnie resortową nagrodą ministra oraz Nagrodą im. Witolda Doroszewskiego (1987). Była odznaczona Medalem Komisji Edukacji Narodowej (1978) oraz Krzyżem Kawalerskim Orderu Odrodzenia Polski (1980).

## Twórczość (wybór)
- Polski dowcip językowy, Warszawa 1968
- Język polski dla cudzoziemców: ćwiczenia leksykalno-stylistyczne, Warszawa1973
- Innowacje składniowe współczesnej polszczyzny, Warszawa 1976
- Procesy dehomonimizacji w polszczyźnie ostatniego stulecia, Warszawa 1978
- Frazeologia polska, Warszawa 1980
- Innowacja składniowe powojennego trzydziestopięciolecia, Warszawa 1981
- Kultura języka polskiego: Tom 2, Warszawa 1982
- Słownik polskich form homonimicznych (redakcja), Wrocław 1984
- Słownik polskich homonimów całkowitych, Wrocław 1988